# Окабена (Міннесота)
Окабена (англ. Okabena) — місто (англ. city) в США, в окрузі Джексон штату Міннесота. Населення — 203 особи (2020).

## Географія
Окабена розташована за координатами 43°44′22″ пн. ш. 95°19′0″ зх. д. / 43.73944° пн. ш. 95.31667° зх. д. (43.739352, -95.316676).  За даними Бюро перепису населення США в 2010 році місто мало площу 0,53 км², уся площа — суходіл. В 2017 році площа становила 0,58 км², уся площа — суходіл.

## Демографія
Згідно з переписом 2010 року, у місті мешкало 188 осіб у 74 домогосподарствах у складі 54 родин. Густота населення становила 353 особи/км².  Було 86 помешкань (161/км²).
Расовий склад населення:
| - 92,6 % — білих - 1,1 % — корінних американців - 1,1 % — чорних або афроамериканців - 0,5 % — азіатів - 3,2 % — осіб інших рас |

До двох чи більше рас належало 1,6 %. Частка іспаномовних становила 4,8 % від усіх жителів.
За віковим діапазоном населення розподілялося таким чином: 30,3 % — особи молодші 18 років, 52,7 % — особи у віці 18—64 років, 17,0 % — особи у віці 65 років та старші. Медіана віку мешканця становила 37,8 року. На 100 осіб жіночої статі у місті припадало 102,2 чоловіків;  на 100 жінок у віці від 18 років та старших — 98,5 чоловіків також старших 18 років.
Середній дохід на одне домашнє господарство  становив 47 234 долари США (медіана — 42 083), а середній дохід на одну сім'ю — 52 979 доларів (медіана — 50 357). Медіана доходів становила 41 250 доларів для чоловіків та 26 250 доларів для жінок. За межею бідності перебувало 16,5 % осіб, у тому числі 8,1 % дітей у віці до 18 років та 30,8 % осіб у віці 65 років та старших.
Цивільне працевлаштоване населення становило 90 осіб. Основні галузі зайнятості: освіта, охорона здоров'я та соціальна допомога — 27,8 %, виробництво — 23,3 %, транспорт — 17,8 %.